# Jamaikanische Badmintonmeisterschaft 1990
Die Jamaikanische Badmintonmeisterschaft 1990 fand vom 1. bis zum 2. September 1990 im Constant Spring Golf and Country Club in Kingston statt. Es war die 43. Austragung der nationalen Titelkämpfe im Badminton von Jamaika.

## Sieger und Finalisten
| Disziplin    | Gold                        | Silber                   |
| ------------ | --------------------------- | ------------------------ |
| Herreneinzel | Robert Richards             | Garth King               |
| Dameneinzel  | Maria Leyow                 | Terry Walker             |
| Herrendoppel | Robert Richards Garth King  | Tommy Lee Llewelyn Yap   |
| Damendoppel  | Maria Leyow Christine Leyow | Camille Lue Terry Walker |
| Mixed        | Robert Richards Maria Leyow | Garth King Carol Chen    |